# Polystachya couloniana
Polystachya couloniana är en orkidéart som beskrevs av Daniel Geerinck och Arbonn. Polystachya couloniana ingår i släktet Polystachya och familjen orkidéer.
Artens utbredningsområde är Burundi. Inga underarter finns listade i Catalogue of Life.